# SpVgg 07 Mannheim
SpVgg Mannheim 07 is een Duitse voetbalclub uit de stad Mannheim.

## Geschiedenis
De club werd opgericht in 1907 na een fusie tussen de clubs Urania, Revidia en Helvetia. De club speelde in de competitie van de Zuid-Duitse voetbalbond. Tijdens de Tweede Wereldoorlog vormde de club een Kriegsspielgemeinschaft (soort oorlogsfusie omdat clubs problemen hadden om volwaardig team op te stellen) met VfL Neckarau en speelde zo even in de Gauliga Baden.
Na de oorlog zonk de club weg in de anonimiteit.